# Michael Geisler (Politiker)

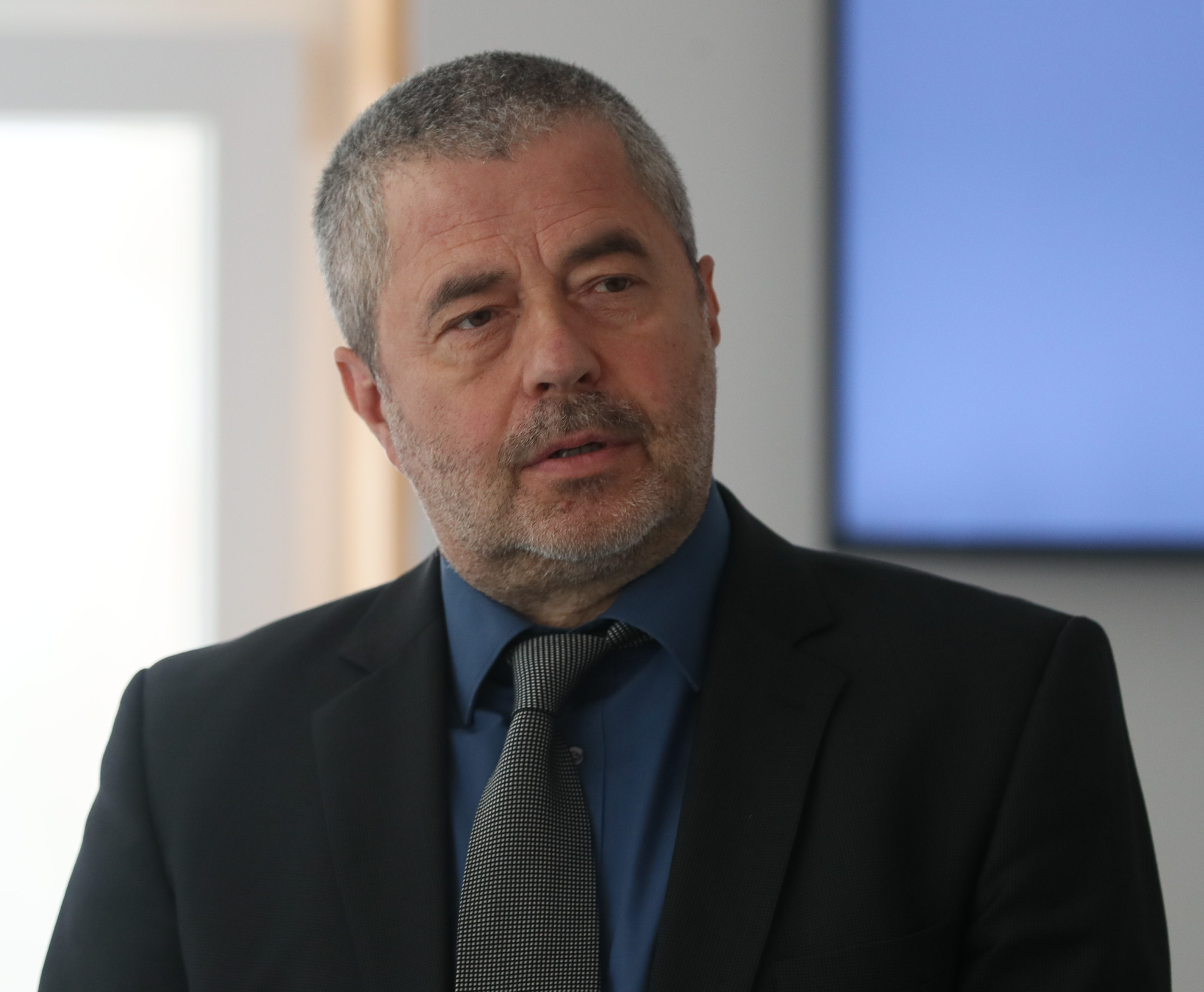
Michael Geisler (2018)

Michael Geisler (* 6. Februar 1960 in Magdeburg) ist ein deutscher Politiker der CDU und Landrat des Landkreises Sächsische Schweiz-Osterzgebirge.

## Leben
Michael Geisler wuchs in Egeln, einer Kleinstadt im damaligen Kreis Staßfurt (heute in Sachsen-Anhalt), auf. Nach dem Abitur in der Erweiterten Oberschule in Egeln 1978 und dem Wehrdienst bei der NVA begann er an der Pädagogischen Hochschule in Köthen ein Studium zum Lehrer für Biologie und Chemie, das er im Jahr 1985 erfolgreich abschloss.
Von 1985 bis 1990 war er Lehrer für Biologie und Chemie an der Polytechnischen Oberschule in Graupa bei Pirna.
Als Mitglied der CDU (DDR) wurde Geisler im Mai 1990 in den Kreistag des Landkreises Pirna gewählt. Er beendete seine Lehrertätigkeit und wurde Dezernent und Beigeordneter im Landratsamt. Von 1993 bis zur Kreisgebietsreform 2008 war er Kreisvorsitzender der CDU. Am 26. Juni 1994 gewann er die Wahl zum Landrat des im Rahmen der Sächsischen Kreisreform 1994 neugebildeten Landkreises Sächsische Schweiz, in welchem Amt er 2001 bestätigt wurde.
Vom 20. März 2006 bis zum 26. Oktober 2007 war Geisler Mitglied im Verwaltungsrat der Landesbank Sachsen.
Im Juni 2008 wurde er mit 52,0 % der Stimmen zum Landrat des im Rahmen der Sächsischen Kreisreform 2008 neugebildeten Landkreises Sächsische Schweiz-Osterzgebirge gewählt und trat dieses Amt am 1. August 2008 an. Im Juni 2015 wurde er mit 56,4 % der Stimmen erneut im ersten Wahlgang im Amt bestätigt, ebenso im Juni 2022 mit 54,4 % der Stimmen.
Michael Geisler wohnt seit 1996 in Struppen, ist verheiratet und hat drei Kinder.